# Rhinogobius flumineus
Rhinogobius flumineus es una especie de pez de la familia de los Gobiidae en el orden de los Perciformes.

## Morfología
Los machos pueden llegar a alcanzar los 7 cm de longitud total.
- Número de  vértebras: 27-28.[1][2]

## Reproducción
Los  huevos son protegidos por el macho.

## Hábitat
Es un pez de Agua dulce y de clima templado.

## Distribución geográfica
Se encuentran en Asia: el Japón.

## Observaciones
Es inofensivo para los humanos.